# Нестор Карбонел
Нестор Гастон Карбонел (шп. Néstor Gastón Carbonell; Њујорк, 1. децембар 1967) амерички је глумац, редитељ и сценариста.

## Детињство и младост
Рођен је 1. децембра 1967. године у Њујорку. Син је Кубанаца Нестора Тулија Карбонела Кортине и Розе Рамирез де Арељно Карденас. Одгајан је као католик. Године 1990. дипломирао је енглески језик на Универзитету Хардвард.

## Приватни живот
Дана 3. јануара 2001. оженио се аустралијском глумицом Шенон Кели. Имају два сина, Рафаела (2002) и Марка (2005).

## Филмографија

### Филм
| Улоге Нестора Карбонела |                      |               |                |          |
| Година                  | Српски назив         | Изворни назив | Улога          | Напомена |
| 2008.                   | Мрачни Витез         |               | Ентони Гарсија |          |
| 2012.                   | Успон Мрачног Витеза |               | Ентони Гарсија |          |

### Телевизија
| Улоге Нестора Карбонела |                         |               |                           |            |
| Година                  | Српски назив            | Изворни назив | Улога                     | Напомена   |
| 1989.                   | Љубав за сва времена    |               | Алберто Кордова           | 1 епизода  |
| 1991.                   | Ред и закон             |               | Стјуарт Карадајн          | 1 епизода  |
| 1992.                   | Мелроуз Плејс           |               | Алекс                     | 1 епизода  |
| 2002.                   | Али Мекбил              |               | Мајлс Џозефсон            | 1 епизода  |
| 2002—2007.              | Ким Опаснић             |               | Сењор Сениор Млађи (глас) | 12 епизода |
| 2004.                   | Манк                    |               | Далтон Падрон             | 1 епизода  |
| 2004.                   | Стажисти                |               | др Рони Рамирез           | 1 епизода  |
| 2005.                   | Доктор Хаус             |               | Џефри Рајлич              | 1 епизода  |
| 2006.                   | Злочини из прошлости    |               | Мајк Вејленс              | 3 епизоде  |
| 2007—2010.              | Изгубљени               |               | Ричард Алперт             | 29 епизода |
| 2010—2012.              | Пингвини са Мадагаскара |               | Сава (глас)               | 4 епизоде  |
| 2010.                   | Фрикови                 |               | Деклан Ранд               | 2 епизоде  |
| 2013—2017.              | Мотел Бејтс             |               | Алекс Ромеро              | 45 епизода |
| 2014.                   | Стална мета             |               | Метју Рид                 | 1 епизода  |
| 2014.                   | Добра жена              |               | Данијел Ирвин             | 1 епизода  |
| 2015.                   | Реј Донован             |               | Шелдон Блеквуд            | 1 епизода  |
| 2017—2020.              | Елена од Авалора        |               | краљ Раул (глас)          | 3 епизоде  |
| 2019—данас              | Јутарњи шоу             |               | Јанко Флорес              | 10 епизода |
| 2019.                   | Град хероја: Серија     |               | шериф Круз (глас)         | 9 епизода  |
| 2020.                   | Пачје приче             |               | Понс де Леон (глас)       | 1 епизода  |